# Cwichelm
Pour l'évêque de Rochester, voir Cwichelm (évêque).
Cwichelm est un prince du Wessex mort en 636. Il règne sur les Saxons de l'Ouest conjointement avec son père Cynegils jusqu'à sa mort.

## Biographie
La Chronique anglo-saxonne rapporte deux batailles auxquelles participe Cwichelm aux côtés de Cynegils. En 614, ils tuent « deux mille soixante-cinq Gallois » à Beandun, un lieu non identifié. En 628, c'est un autre roi anglo-saxon, Penda de Mercie, qu'ils affrontent à Cirencester, dans le Gloucestershire. La Chronique indique que les deux camps « parvinrent à un accord » à la suite de la bataille. Cet accord entérine vraisemblablement la domination mercienne sur le peuple des Hwicce au détriment des Saxons de l'Ouest.
Dans son Histoire ecclésiastique du peuple anglais, le moine northumbrien Bède le Vénérable rapporte qu'en 626, Cwichelm charge un certain Éomer d'assassiner le roi de Northumbrie Edwin à l'aide d'une lame empoisonnée. Sa tentative, qui prend place le jour de Pâques, est presque couronnée de succès : le roi est blessé et ne doit la vie sauve qu'à un de ses thegns, Lilla, qui s'interpose et reçoit le coup fatal à sa place. En réaction, Edwin mène une violente campagne de représailles contre les Saxons de l'Ouest.
La dernière mention de Cwichelm dans la Chronique signale sa mort en l'an 636. Elle précise qu'il a reçu le baptême à Dorchester la même année. Son fils Cuthred, baptisé en 639, reçoit des terres dans les Berkshire Downs de son oncle Cenwalh, le frère de Cwichelm, en 648 et meurt en 661.